# 佩氏藍吻犁頭鰩
佩氏藍吻犁頭鰩（學名：Glaucostegus petiti），又稱佩氏藍吻犁頭鰩，為軟骨魚綱犁頭鰩目藍吻犁頭鰩科藍吻犁頭鰩屬的其中一種，分布於西印度洋馬達加斯加西部海域，棲息於沿海海域，為底棲性魚類，肉食性，卵胎生，生活習性不明。